# Ernst Dernburg
Erich Wilhelm Franz Hermann Calow connu sous le nom de scène Ernst Dernburg (né le 4 avril 1887 à Halle, Empire allemand et mort le 4 juillet 1960  à Berlin-Ouest, Allemagne de l'Ouest) est un acteur allemand.

## Filmographie partielle
- 1923 : I.N.R.I. de Robert Wiene
- 1931 : 1914, fleurs meurtries (1914, die letzten Tage vor dem Weltbrand), de Richard Oswald
- 1939 : La Lutte héroïque de Hans Steinhoff